# Sparisoma
A Sparisoma a csontos halak (Osteichthyes) főosztályának a sugarasúszójú halak (Actinopterygii) osztályához, ezen belül a sügéralakúak (Perciformes) rendjéhez és a papagájhalfélék (Scaridae) családjához tartozó nem.

## Rendszerezés
- Sparisoma amplum
- Sparisoma atomarium
- Sparisoma aurofrenatum
- Sparisoma axillare
- Sparisoma chrysopterum
- pompás papagájhal (Sparisoma cretense)
- Sparisoma frondosum
- Sparisoma griseorubrum
- Sparisoma radians
- Sparisoma rubripinne
- Sparisoma strigatum
- Sparisoma tuiupiranga
- Sparisoma viride